# Rescue Film
Die Rescue Film GmbH, kurz Rescue Film, leitet die Synchronisationen von Spielfilmen, Fernsehserien, Animationsfilmen, Computerspielen und Fernseh-Werbespots. Außerdem führt sie Arbeiten zur Postproduktion durch.

## Geschichte
Das Unternehmen wurde 2013 mit Sitz in München gegründet und war in den letzten Jahren für zahlreiche Synchronisationen im deutschsprachigen Raum zuständig, u. a. für InuYasha und One Piece. Die technischen Dienstleistungen für Kunden der Segmente Kinofilme und Fernsehfilme, Fernsehserien und Werbespots umfassen nach Angaben des Unternehmens Tonregien und Filmschnitt. Weitere Dienstleistungen sind Dialogregie, das Schreiben von Dialogbüchern,  die Aufnahmeleitung und Regie.

## Produktionen (Auswahl)

### Animationsserien
- Sailor Moon Crystal (Folgen 1–39)
- InuYasha (Folgen 105–167)
- One Piece (seit Folge 401)

### Animationsfilme
- One Piece Z
- The Lost Thing
- One Piece Red[2]

### Spielfilme
- Fünf Freunde und das Tal der Dinosaurier
- Fünf Freunde 4
- Fünf Freunde 3
- Ostwind
- Ostwind 2
- Ostwind – Aufbruch nach Ora
- Buddy
- Volltreffer
- Männertag
- Verrückt nach Fixi
- Die wilden Kerle 6
- Molly Moon
- Abschussfahrt
- Wrong Turn 6
- The Green Inferno
- Männerhort
- V8 – Die Rache der Nitros
- Mozart der Taschendiebe
- West Bank Story